# Петрусенко, Игорь Николаевич
Игорь Николаевич Петрусенко (род. 1979) — украинский актёр кино и дубляжа.

## Биография
Игорь Петрусенко родился 1 сентября 1979 года.
Окончил  Высшее театральное училище имени М. С. Щепкина.
Фильмография
1. 1995 — ОСТРОВ ЛЮБВИ (Украина)
2. 2001 — СЛЕД ОБОРОТНЯ — Сергей Зубров
3. 2001 — ГРЕШИТЬ И КАЯТЬСЯ — Антон, снайпер
4. 2002 — ЗОЛОТАЯ ЛИХОРАДКА (Украина) — следователь
5. 2002 — КУКЛА (Украина) — Волков
6. 2003 — ЕВРОПЕЙСКИЙ КОНВОЙ (Россия, Украина) — Артур
7. 2003—2009 — АДВОКАТ — Альберт Серёгин (серия «Дезертир»)
8. 2004—2008 — ШПИОНСКИЕ ИГРЫ — Парусов
9. 2005 — ВОЗВРАЩЕНИЕ МУХТАРА 2 — Моськин
10. 2005 — ГИБЕЛЬ ИМПЕРИИ — Богдан
11. 2005 —ДОКТОР ЖИВАГО (телесериал)
12. 2005 — НЕ ХЛЕБОМ ЕДИНЫМ
13. 2005 — ПАРНИКОВЫЙ ЭФФЕКТ— Лёха, работник обсерватории
14. 2005 — СЫЩИКИ РАЙОННОГО МАСШТАБА — Слава Голубев
15. 2007 — ДОЧКИ-МАТЕРИ — Терехов
16. 2007 — ЖЕНСКИЕ ИСТОРИИ — Виктор
17. 2007 — ЧАС ВОЛКОВА — Сергей Мурашов, беглец, внебрачный сын генерала Егоршина (23 серия «Беглец»)
18. 2008 — ЗНАХАРЬ — пилот корабля
19. 2008 — ЛЮБОВНЫЕ ПРИЧУДЫ — Андрей
20. 2008 — НИКТО,КРОМЕ НАС... — Стеценко
21. 2008 - ВОЗВРАЩЕНИЕ МУХТАРА 4 - Моськин
22. 2009 - ПО ЗАКОНУ - Лёша
23. 2009 - ЧУЖИЕ ОШИБКИ - Сергей,следователь
24. 2010 — БРАТ ЗА БРАТА (телесериал) — подставной Нахимов
25. 2010 — ЕФРОСИНЬЯ — кинорежиссёр
26. 2010 — 1942 — Кутейкин
27. 2010 — МАРШРУТ МИЛОСЕРДИЯ — Николай
28. 2011 — СКЛИФ — Павел
29. 2011 — КАРТИНА МЕЛОМ — майор Замятин
30. 2011 — БЕЗ СЛЕДА(15-я серия) — Захар Петрович Липинчук
31. 2012 - КРОССМЕЙСТЕР - Гагарин
32. 2013 - СПЕЦОТРЯД "ШТОРМ" - майор Кравчук
33. 2013 - ОПАСНАЯ ЛЮБОВЬ - Паша
34. 2014 — Белые волки 2 — Геннадий Андреевич Денисов, чиновник
35. 2014 - СКОРАЯ ПОМОЩЬ - Бунич
36. 2015 - ВЛЮБЛЁННЫЕ ЖЕНЩИНЫ - Виталий
37. 2015 — ПО ЗАКОНАМ ВОЕННОГО ВРЕМЕНИ (первый сезон) — капитан-особист Губов
38. 2015 - СНЫ - Алекс
39. 2015 - НЕ ЗАРЕКАЙСЯ - следователь Боровко
40. 2016 - ГРОЗА НАД ТИХАРЕЧЬЕМ
41. 2016 - МЕНТОВСКИЕ ВОЙНЫ.ОДЕССА - Савчук
42. 2016 - КОМАНДА - Лыков
43. 2016 - СВОЙ ЧУЖОЙ СЫН - Стас Никаноров
44. 2016 - ПЛОХОЙ ХОРОШИЙ КОП - Белых
45. 2016 - НИТИ СУДЬБЫ - Олег,следователь
46. 2017 - ГОРНИЧНАЯ - Орлов
47. 2017 - ПРОТИВОСТОЯНИЕ - Костя,адвокат
48. 2017 - ЧТО ДЕЛАЕТ ТВОЯ ЖЕНА - Ворсин
49. 2017 - СПЕЦЫ - Виктор Берштадский
50. 2017 - ДОКТОР СЧАСТЬЕ - Владимир
51. 2017 - В ПОСЛЕДНИЙ РАЗ ПРОЩАЮСЬ - Илья
52. 2017 - ЖЕНА С ТОГО СВЕТА  - Василий
53. 2018 - КРОВЬ АНГЕЛА
54. 2018 - ПУТЕШЕСТВИЕ К ЦЕНТРУ ДУШИ - Эдик Каменецкий
55. 2018 - СЕКРЕТ МАЙЯ - Белозеров
56. 2018 - ЧУЖАЯ ЖИЗНЬ - старшина Кухарьков
57. 2018 - ДРУГАЯ - Вечеровский, следователь
58. 2018 - СТУС - Шиманский, друг Стуса
59. 2018 - ДЕВОЧКИ МОИ - Ярослав, тренер
60. 2018 - ТАНК ( ПОСЛЕДНИЙ БОЙ ) - Игорь Рунге, инженер-конструктор
61. 2019 - ГОЛОС АНГЕЛА - Егоров
62. 2019 - КАПИТАНША 2 - Паша, адвокат
63. 2019 - ВИРАЖИ СУДЬБЫ - следовать Валько.
64. 2019 - ПОЛИЦЕЙСКИЙ С ДВРЗ - Лимон, киллер.
65. 2019 - СТРАСТИ ПО ЗИНАИДЕ - Роман
66. 2019 - МАВКИ - Михаил Стюфляев
67. 2020 - ЖЕНСКИЕ СЕКРЕТЫ - Юрий, начальник охраны
68. 2020 - Я ВСЁ ТЕБЕ ДОКАЖУ - майор Дементьев
69. 2020 - САГА - Евгений